# Čečina (Doljevac)
Čečina (em cirílico: Чечина) é uma vila da Sérvia localizada no município de Doljevac, pertencente ao distrito de Nišava. A sua população era de 722 habitantes segundo o censo de 2011.

## Demografia
| 1948 | 1953 | 1961 | 1971 | 1981 | 1991 | 2002 | 2011 |
| ---- | ---- | ---- | ---- | ---- | ---- | ---- | ---- |
| 939  | 1004 | 1054 | 956  | 953  | 914  | 834  | 722  |